# 第2號交響曲 (浦羅哥菲夫)
D小調第2號交響曲，作品40，是俄國作曲家浦羅哥菲夫的音樂作品。創作於1924年至1925年期間。1925年6月6日於巴黎進行首演，由庫塞維茲基擔任指揮。他亦是這首作品的題獻者。
作曲家曾形容創作這首交響曲的九個月，是「瘋狂的辛勞」時期。而出來的產物，是一首「由鋼和鐵所製成」的作品。不過，這次首演並不算很成功。浦羅哥菲夫形容這次首演「不但聽眾不理解，連他自己也沒法了解」。同時，在寫給他的好友米亞斯科夫斯基的信件中亦懷疑自己的音樂是否寫得過於複雜，可以說是作曲家首次對自己的作曲能力有所懷疑。
浦羅哥菲夫於1953年曾打算把本曲作大規模的修改，其中將本來的兩樂章結構變為三樂章，並且為改編版本擬定作品號為第136號，可惜同年他過世時，仍未為本曲作任何的修改。由於後人對本曲的創作背景的認識較少，導致本曲成為作曲家七首交響曲中演奏次數最少的一首。

## 分析
從整首交響曲的結構來看，浦羅哥菲夫似乎參考了貝多芬的《c小調第32號鋼琴奏鳴曲》。貝多芬的奏鳴曲同樣為兩個樂章；第2樂章亦是由一個主題的連串變奏所串連而成；演奏時間亦比第1樂章為長（差不多是1倍的時間）；最後，兩者皆為小調作品。

### 樂隊編制
跟《古典交響曲》相隔七年後，《第2號交響曲》的配器明顯更切合當時樂隊的規模。
- 木管樂器：短笛、2長笛、2雙簧管、英國管、2單簧管、低音單簧管、2巴松管、低音巴松管
- 銅管樂器：4圓號、3小號、3長號、大號
- 敲擊樂器：定音鼓、大鼓、小鼓、鈸、三角鐵、響板、鈴鼓
- 鍵盤樂器：鋼琴
- 絃樂器：第1小提琴、第2小提琴、中提琴、大提琴、低音提琴

依照工具書《管弦樂作品手冊》指示，上述之配器可簡記為"*3 *3 *3 *3—4 3 3 1—tmp+2—pf—str"。

### 樂曲結構
共分為兩個樂章，第2樂章為大規模的主題及變奏曲。
第1樂章
保持結構的快板（Allegro ben articolato），3/2及2/2為主，12分鐘
結構上仍是跟隨傳統的奏鳴曲式，但卻用上了大量互相纏疊的節奏形和不協調和絃，而織體亦相對較厚。木管及絃樂經常演奏八分音符、八分三連音或十六分音符節奏群。全個樂章的音量，除了在排練編號58起的段落外，均維持在forte或以上，營造出一個如同在鋼鐵工廠內極具壓逼感的氣氛。
第2樂章
主題及變奏曲，25分鐘
- 主題：行板（Andante），4/4
在中提琴、大提琴及單簧音的琵音伴奏下，雙簧管吹出主題，及後由小提琴及巴松管緊接在後，但稍作變化。
- 第1變奏：行板（Andante）－維持速度（L'istesso tempo），4/4
以八分三連音為伴奏，主題旋律被拆散至數個片段，再由不同樂器重新接駁而成，當中節奏排列亦有所改變。
- 第2變奏：不太過份的快板（Allegro non troppo），4/4
採用ABA'模式，伴奏加快為十六分音符的連奏，並突出主題中的三度音程加以變化運用；短小的中段部份令人回想第一樂章中的機動式的節奏，但不久又回到首段的模樣並稍作擴展。
- 第3變奏：快板（Allegro），4/4，夾雜著3/4和2/4
帶舞曲的樂段，帶有史特拉汶斯基的《彼德羅斯卡》的影子，主題變成急速的八分音符組合，間中由低音絃樂的四分音符群所舒緩。
- 第4變奏：稍緩板（Larghetto），2/4
維持在高音音域中，木管樂吹奏加插了經過音的主題開頭部份，並且互相緊接在一起。氣氛轉回為平復。
- 第5變奏：有力的快板（Allegro con brio），4/4
在木管不同節奏的快速連奏下，先由小提琴和中提琴齊奏出變奏後的主題前部份，而鋼琴、短笛及長笛則擔任後部份。三者以不同的組合穿插在其中。這樂段帶有歡樂而具慶典巡遊式的氣氛。
- 第6變奏：中速的快板（Allegro moderato）前奏為7/4，及後為3/2、4/4混合，然後以3/4為主
- 主題：行板（Andante），4/4
基本上和第一次主題相同，結尾以d小調和f小調和絃的混合在最弱聲中結束。

## 外部連結
- 浦羅哥菲夫第2號交響曲：国际乐谱典藏计划上的乐谱